# 细穗薹草
细穗薹草（学名：Carex tenuispicula）为莎草科薹草属的植物，是中国的特有植物。分布在中国大陆的福建、广东等地，生长于海拔450米的地区，多生长于山谷杂木林下阴处，目前尚未由人工引种栽培。